# Bisexualitate

Steagul bisexualității.

Bisexualitatea (bi, bi+, queer, pansexualitate, trisexualitate, multisexualitate, heteroflexibilitate, însă folosit și termenul de gay), impropriu incepând cu prefixul bi-, reprezintă atracția romantică, atracția sexuală sau comportamentul sexual atât către bărbați, femei   și intersex  Poate fi definită și ca atracție romantică sau sexuală către persoane de orice sex (femelă, mascul și intersex) care e cunoscut ca pansexualitate, trisexualitate sau multisexualitate; sau față de orice identitate de gen precum cisgen, transgen și non-binar care este cunoscută, printre altele, și sub taxonomia de pansexualitate.   Bisexualitatea e mult mai comună decât credeau specialiștii secolului trecut.  Terminologia de orientare bisexuală nu e sinonimă cu orientare homosexuală. Bisexualitatea e pe grade de atracție între genuri sau sexe, nu neapărat în același timp. Atracția poate fi pe parcursul vieții: permanentă, ocazională, incidentală, interiorizată sau exteriorizată, fluidă sau fixă. Persoanele bisexuale sunt parte a comunității LGBTQIA+. 
Termenul de bisexualitate e folosit ca taxonomie pentru a cataloga una dintre cele patru orientări sexuale și/sau romantice prezente: asexualitate, bisexualitate, heterosexualitate și homosexualitate. Termenul de bisexualitate este utilizat în principal în contextul atracției umane pentru a denota sentimente romantice sau/și sexuale atât față de bărbați cât și față de femei, inclusiv pentru persoanele intersex   iar conceptul este unul dintre cele patru clasificări principale ale orientării sexuale, împreună cu heterosexualitatea, homosexualitatea și asexualitate toate existând pe continuumul heterosexual-homosexual. O identitate bisexuală nu echivalează neapărat cu atracția sexuală egală pentru ambele sexe. În mod obișnuit, persoanele care au o preferință sexuală distinctă, dar nu exclusivă, pentru un sex față de celălalt, de asemenea, se identifică ca fiind bisexuale.
Oamenii de știință nu știu cauza exactă a orientării sexuale, dar teoretizează că este cauzată de o interacțiune complexă de influențe genetice, hormonale și de mediu,   și nu o consideră o alegere. Deși nicio teorie unică despre cauza orientării sexuale nu a obținut încă un sprijin larg, oamenii de știință favorizează teoriile bazate biologic. Există mult mai multe dovezi care susțin cauze non-sociale, biologice ale orientării sexuale decât cele sociale, în special pentru bărbați.   
Bisexualitatea a fost observată în diverse societăți umane  și la animale    de-a lungul istoriei înregistrate.        
Numai persoanele cu orientare bisexuală neasumate sau neinformate cu privire la înțelegerea orientărilor sexuale pot afirma că „orientarea sexuală este o alegere”.
Peste 50% dintre bisexuali nu consideră importantă identitatea lor sexuală față de 22% dintre homosexuali și lesbiene, insă bisexualii sunt, de asemenea, mult mai puțin susceptibili decât bărbații gay sau lesbienele de a „ieși (en. coming-out)” la oamenii importanți din viața lor. În jur de 50% dintre persoanele din comunitatea LGBTQIA se identifică ca bisexuali.

Comportamentul bisexual este prezent la peste 1500 de specii de animale analizate până în 2018.
Orientarea sexuală și romantică nu au legătură cu reproducerea sexuată. O persoană asexuală, bisexuală, heterosexuală sau homosexuală poate avea sau nu progenituri. Sexul reproducător nu necesită o orientare specifică, deoarece orientarea sexuală se referă, de regulă, la un model de durată de atracție sexuală și emoțională pe termen lung, care duce adesea la legături sociale pe termen lung, în timp ce reproducerea necesită doar un singur act de copulare pentru a fertiliza ovulul prin spermatozoizi.

## Definiții

### Orientare sexuală, identitate și comportament
Bisexualitatea este o atracție romantică sau sexuală atât pentru bărbați, cât și pentru femei. Asociația Americană de Psihologie afirmă că „orientarea sexuală se încadrează de-a lungul unui continuum. Cu alte cuvinte, cineva nu trebuie să fie exclusiv homosexual sau heterosexual, ci poate simți diferite grade ale ambelor."  
 

Atracția, comportamentul și identitatea sexuală pot fi de asemenea incongruente, deoarece atracția sau comportamentul sexual nu pot fi în mod necesar în concordanță cu identitatea. Unii indivizi se identifică ca heterosexuali, homosexuali sau bisexuali fără să fi avut experiență sexuală. Alții au avut experiențe homosexuale, dar nu se consideră a fi gay, lesbiene sau bisexuali. De asemenea, persoanele gay sau lesbiene auto-identificate pot interacționa ocazional cu membrii sexului opus, dar nu se identifică ca fiind bisexuali. Termenii queer,  polisexuali, heteroflexibili, homoflexibili, bărbații care fac sex cu bărbați și femei care fac sex cu femei pot fi de asemenea folosiți pentru a descrie identitatea sexuală sau pentru a identifica comportamentul sexual. Unele surse afirmă că bisexualitatea cuprinde atracția romantică sau sexuală către toate identitățile de gen sau că este o atracție romantică sau sexuală către o persoană, indiferent de sexul sau sexul biologic al acelei persoane, echivalând-o cu o schimbând cu pansexualitatea .   Conceptul de pansexualitate respinge în mod deliberat binarul de gen, „noțiunea a două sexe și, într-adevăr, orientări sexuale specifice”, deoarece persoanele pansexual sunt deschise relațiilor cu persoane care nu se identifică drept bărbați sau femei. Uneori, sintagma „umbrelă bisexuală ” este utilizată pentru a descrie orice comportamente, atracții și identități non-homosexual, de obicei în scopuri de acțiune colectivă și presupuneri culturale monosexiste provocatoare. 
Robyn Ochs definește bisexualitatea ca „potențialul de a fi atras, romantic și/sau sexual, de persoane de același sex sau sex opus, nu neapărat în același timp, nu neapărat în același mod, și nu neapărat în același grad”. 
De asemenea, a fost examinată bisexualitatea ca identitate de tranziție. Într-un studiu longitudinal despre dezvoltarea identității sexuale în rândul tinerilor lesbiene, gay și bisexuale (LGB), Rosario și colab. "a găsit dovezi de consistență considerabilă și de schimbare a identității sexuale LGB în timp". Tinerii care s-au identificat ca gay/lesbiene și bisexuali înainte de momentul inițial, au avut aproximativ trei ori mai multe șanse să se identifice ca gay/lesbiene decât ca bisexuali la evaluările ulterioare. Dintre tinerii care s-au identificat doar bisexuali la evaluările anterioare, 60-70% au continuat să identifice, în timp ce aproximativ 30 până la 40%  au asumat o identitate homosexuală/lesbiană în timp. Rosario și colab. a sugerat că „deși au existat tineri care s-au identificat constant ca bisexuali pe tot parcursul studiului, pentru alți tineri, o identitate bisexuală a servit ca identitate de tranziție la o identitate homosexuală / lesbiană ulterioară”. 
Spre deosebire, un studiu realizat de Lisa M. Diamond, care a urmărit, pe o perioadă de 10 ani femeile identificându-se drept lesbiene, bisexuale sau nehotărâte, a constatat că „mul mai multe femei au adoptat identități bisexuale decât alte identități”.  Diamond a studiat, de asemenea, bisexualitatea masculină, menționând că cercetările din sondaj au descoperit „aproape cât de mulți bărbați au trecut la un moment dat de la o identitate homosexuală la una bisexuală, neobișnuită sau neelucidată, așa cum s-a întâmplat de la o identitate bisexuală la o identitate homosexuală”.  

### Scala Kinsey
Articol principal: Scara Kinsey

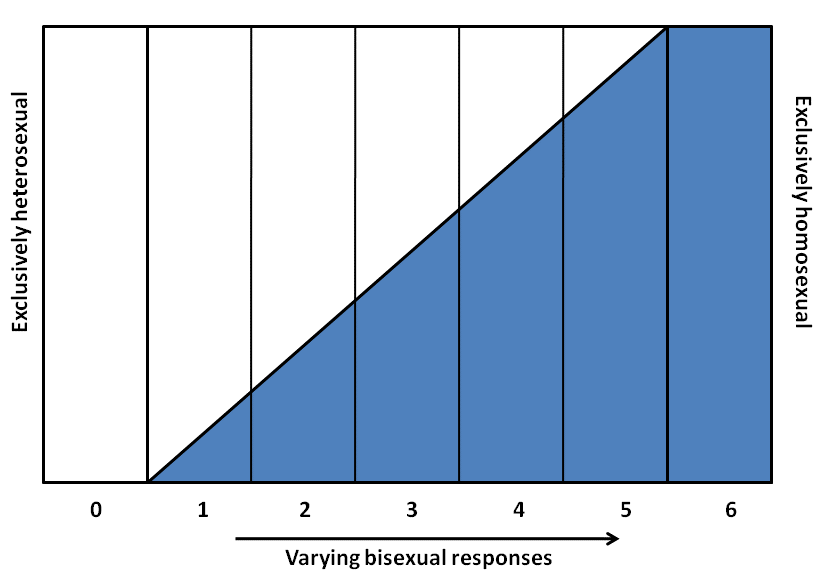
Scara Kinsey. 0 - exclusiv heterosexual și 6 - exclusiv homosexual. Tot ce se află în intervalul 1-5 intră sub umbrela bisexualității.

În anii 1940, Alfred Kinsey a creat o scală pentru a măsura continuul orientării sexuale de la heterosexualitate la homosexualitate. Kinsey a studiat sexualitatea umană și a susținut că oamenii au capacitatea de a fi heterosexuali sau homosexuali, chiar dacă această trăsătură nu se prezintă în circumstanțele actuale.  Scara Kinsey este utilizată pentru a descrie experiența sau răspunsul sexual al unei persoane la un moment dat. Acesta variază de la 0, adică exclusiv heterosexual, la 6, adică exclusiv homosexual.  Persoanele care clasează oriunde de la 2 la 4 sunt adesea considerate bisexuale; adesea nu sunt pe deplin o extremă sau alta. Sociologii Martin S. Weinberg și Colin J. Williams scriu că, în principiu, persoanele care clasează oriunde de la 1 la 5 ar putea fi considerate bisexuale. 
Psihologul Jim McKnight scrie că, deși ideea conform căreia bisexualitatea este o formă de orientare sexuală intermediară între homosexualitate și heterosexualitate este implicită în scara Kinsey, concepția a fost „sever criticată” de Weinberg și psihologul Alan P. Bell. 

### Grila de orientare sexuală Klein
Articol principal: Grila de orientare sexuală Klein
Grila de orientare sexuală Klein (KSOG) a fost dezvoltată de Fritz Klein și încearcă să măsoare orientarea sexuală pornind de la scara Kinsey creată anterior de Alfred C. Kinsey. Klein a descris pentru prima dată KSOG în cartea sa din 1978, The Bisexual Option.    
Ca răspuns la critica că scala Kinsey măsoară doar două dimensiuni ale orientării sexuale, Klein a dezvoltat o grilă multidimensională pentru descrierea orientării sexuale. Spre deosebire de scara Kinsey, grila Klein investighează orientarea sexuală în trecut, în prezent și în viitorul idealizat în ceea ce privește șapte factori, pentru un total de douăzeci și unu de valori. KSOG folosește valori de 1–7, mai degrabă decât scara 0–6 a Scalei Kinsey, pentru a descrie un continuu de la sexul opus exclusiv la atracția exclusiv de același sex. 
KSOG este adesea folosit ca instrument în cercetare.  
| Variabil | Variabil                     | Determinant                                                                             | Trecut | Prezent | Ideal |
| -------- | ---------------------------- | --------------------------------------------------------------------------------------- | ------ | ------- | ----- |
| A        | Atracție sexuală             | De cine ești atras sexual?                                                              | 1-7    | 1-7     | 1-7   |
| B        | Comportament sexual          | Cu cine ai făcut sex?                                                                   | 1-7    | 1-7     | 1-7   |
| C        | Fanteziile sexuale           | Despre cine sunt fanteziile tale sexuale?                                               | 1-7    | 1-7     | 1-7   |
| D        | Preferință emoțională        | De cine te simți mai atras sau apropiat emoțional?                                      | 1-7    | 1-7     | 1-7   |
| E        | Preferință socială           | Cu ce gen socializezi?                                                                  | 1-7    | 1-7     | 1-7   |
| F        | Preferința stilului de viață | În ce comunitate îți place să îți petreci timpul? În care te simți cel mai confortabil? | 1-7    | 1-7     | 1-7   |
| G        | Autoidentificarea            | Cum vă etichetați sau vă identificați?                                                  | 1-7    | 1-7     | 1-7   |

## Demografie și prevalență
Articol principal: Demografia orientării sexuale
Experiența indusă de procesul de "coming-out" (expunere socială a orientării non-heteronormative) e considerată prea stersantă sau lipsită de avantaje pentru o persoană LGBTQIA, așadar, puține persoane sunt "out" (în expunere socială). 
Studiile care estimează demografia pentru bisexualitate au variat. Raportul Janus privind comportamentul sexual, publicat în 1993, a arătat că 5% dintre bărbați și 3% dintre femei s-au considerat bisexuali și 4% dintre bărbați și 2% dintre femei s-au considerat homosexuali. 
Un sondaj din 2002 realizat în Statele Unite de Centrul Național pentru Statistică în Sănătate a constatat că 1,8% dintre bărbații cu vârste cuprinse între 18 și 44 de ani se considera bisexuali, 2,3% homosexuali și 3,9% drept „altceva”. Același studiu a descoperit că 2,8% dintre femeile cu vârste cuprinse între 18 și 44 de ani s-au considerat bisexuale, 1,3% homosexuali și 3,8% drept „altceva”. În 2007, un articol din secțiunea „Sănătate” din The New York Times afirma că „1,5 la sută dintre femeile americane și 1,7 la sută dintre bărbații americani se consideră bisexuali”.  De asemenea, în 2007, a fost raportat că 14,4 la sută dintre femeile tinere din SUA s-au identificat „nu strict heterosexuale”, 5,6% dintre bărbați identificându-se drept homosexuali sau bisexuali.  Un studiu apărut în revista Biological Psychology din 2011 a raportat că au existat bărbați care se identifică ca fiind bisexuali și care au fost excitați atât de bărbați, cât și de femei.  În primul sondaj guvernamental la scară largă care măsoară orientarea sexuală a americanilor, NHIS a raportat în iulie 2014 că doar 0,7 la sută dintre americani se identifică ca fiind bisexuali. 
O colecție de sondaje occidentale recente constată că aproximativ 10% dintre femei și 4% dintre bărbați se identifică ca fiind  aproape heterosexuali, 1% dintre femei și 0,5% dintre bărbați drept bisexuali și 0,4% dintre femei și 0,5% dintre bărbați ca aproape homosexuali. 
În cadrul culturilor, există o oarecare variație a prevalenței comportamentului bisexual  dar nu există dovezi convingătoare că există o multă variație a ratei atracției de același sex. 
Organizația Mondială a Sănătății estimează o prevalență la nivel mondial a bărbaților care fac sex cu bărbați între 3-16%, mulți dintre ei având și relații sexuale cu femei. 
Cuvântul „gay” este de 10% probabil să finalizeze căutările care încep cu „Este soțul meu ...” decât cuvântul „înșeală” raportate în 2017 de motorul de căutare Google pentru zona SUA 
20% dintre cei din generația millennial se identifică ca LGBT+. 
În urma unui studiu din 2016 care își propusese să elucideze diversitatea etichetelor utilizate în exprimarea identității sexuale și alte chestiuni, dintr-un total de 2295 de persoane care au răspuns la chestiunea descrisă a sondajului de orientare sexuală, și care cuprindea bărbați (n = 1176), femei (n = 871), bărbați-femei transgender (n = 129), femei-bărbați transgender (n = 100) și intersex (n = 19), s-a ajuns la concluzia că în jur de 60% dintre aceștia erau non-heterosexuali. Însă eșantionul nu poate reflecta cu precizie nici prevalența, nici diversitatea orientării sexuale în populația generală, în parte, deoarece persoanele asexuale și transgender au fost vizate în mod special în timpul recrutării și, ca atare, sunt probabil reprezentate în mod disproporționat în eșantion. Totuși, rezultatele sugerează că o populație semnificativă de indivizi își exprimă divers orientările sexuale, iar acești indivizi sunt susceptibili să-și vadă orientarea sexuală ca fiind integrală a identității lor personale și despre care dețin convingeri personale profunde. Rezultatele sugerează că o cercetare suplimentară a diverselor orientări sexuale poate fi utilă pentru a oferi validitate unora dintre cele mai frecvent identificate sexualități din categoria „altelor”, cum ar fi atracția asexuală, pansexuală și cea romantică.
Li Shiu Tong a fost un cercetător în materie de sexualitate, identitate de gen, sex și un activist timpuriu pentru drepturile LGBT, acesta susținea că orientarea heterosexuală e o orientare minoritară. Datele pe care le-a adunat l-ar fi surprins și pe Magnus Hirschfield. Conform statisticilor lui Li Shiu Tong orientarea bisexuală era orientarea primară la oameni, secundară fiind cea heterosexuală:
40% dintre oameni erau bisexuali, 20% erau homosexuali și doar 30% erau heterosexuali. Ultimele procente, 10%, au fost „altele”.

## Psihologie
Studiile psihologice au respins credința că homosexualitatea [și bisexualitatea] este legată de boli mintale și criminalitate. [Insă], până în anii 1950, majoritatea persoanelor homosexuale [și bisexuale] studiate de psihologi și de alții erau prizonieri sau pacienți psihici, astfel încât a fost ușor să se concluzioneze [greșit] că acestea erau legate.
Majoritatea oamenilor iși înțeleg propria orientare sexuală și romantică începând cu vârsta de 14 ani dar o afirmă public mai târziu.
Sigmund Freud considera că majoritatea oamenilor sunt bisexuali însă această orientare e neînțeleasă iar societatea obligă individul în a alege, în a deveni monosexuali.
Unii antropologi susțin că orientarea sau în alte cazuri doar practica sexuală, majoritară la oameni e bisexualitatea deoarece împărțim aproape 99% din ADN-ul nostru cu primatele Bonobo (Pan Pansicus) și sunt cele mai apropriate ca și comportament social de oameni. 

## Religie
Deși este propagată ideea de către unele cercuri creștine că orientarea non-heteronormativă este un "păcat", totuși, unii teologi, sexologi, istorici și oameni de știință au tras concluzia că însăși fondatorul creștinismului Isus din Nazaret avea un tipar comportamental non-heteronormativ  inclusiv o parte dintre apostoli precum Ioan Evanghelistul, Simon Petru sau Pavel Apostolul. Unii teologi și cercetători susțin că și personajul biblic Lazăr avea comportament non-heteronormativ și alte personaje precum Iacob, David, Ionatan  și alte persoane canonizate precum Francisc de Assisi, Sfântul Sebastian, etc.
Religia e considerată o formă de terapie de conversie distructivă pentru persoanele născute LGBT. De asemenea, Adunarea Generală a ONU solicită terminarea globală a oricărei forme de terapie de conversie din partea oricărei entități.
Unii teologi, psihologi și istorici acuză instituțiile religioase că și-au câștigat influența, beneficiile materiale și puterea prin manipularea sau/și reprimarea sexualității omului.
Religiile sunt ideologii.

## Studii, teorii, cauze și răspunsuri sociale
Nu există un consens între oamenii de știință cu privire la motivele exacte pentru care un individ dezvoltă o orientare heterosexuală, bisexuală sau homosexuală.    Deși oamenii de știință favorizează modelele biologice pentru cauza orientării sexuale,  nu cred că dezvoltarea orientării sexuale este rezultatul vreunui factor. În general, ei cred că este determinat de o interacțiune complexă a factorilor biologici și de mediu și are formă la o vârstă fragedă.    Există mult mai multe dovezi care susțin cauze non-sociale, biologice ale orientării sexuale decât cele sociale, în special pentru bărbați. Nu există dovezi de fond care să sugereze că părinții sau experiențele copilăriei timpurii joacă un rol în ceea ce privește orientarea sexuală. Oamenii de știință nu cred că orientarea sexuală este o alegere.   
Asociația Americană de Psihiatrie a declarat: „Până în prezent, nu există studii științifice replicate care să susțină vreo etiologie biologică specifică pentru homosexualitate. În mod similar, nu a fost identificată nicio cauză dinamică psihosocială sau familială specifică pentru homosexualitate, inclusiv istoricul abuzurilor sexuale din copilărie."  Cercetarea modului în care orientarea sexuală poate fi determinată de factori genetici sau de alți factori prenatali joacă un rol în dezbaterile politice și sociale despre homosexualitate și, de asemenea, ridică temeri cu privire la profilarea genetică și testarea prenatală.
Magnus Hirschfeld a susținut că orientarea sexuală a adulților poate fi explicată în ceea ce privește natura bisexuală a fătului în curs de dezvoltare: el credea că în fiecare embrion există un centru neutru rudimentar pentru atracție către bărbați și altul pentru atracție către femei. Simon LeVay a criticat teoria lui Hirschfeld despre o etapă de dezvoltare bisexuală timpurie, numind-o confuză; LeVay susține că Hirschfeld nu a reușit să facă distincția între a spune că creierul este nediferențiat sexual într-un stadiu incipient de dezvoltare și a spune că un individ experimentează de fapt atracție sexuală atât pentru bărbați, cât și pentru femei. Potrivit LeVay, Hirschfeld credea că la majoritatea persoanelor bisexuale puterea de atracție față de același sex era relativ scăzută și că, prin urmare, era posibil să-și restricționeze dezvoltarea la tineri, lucru susținut de Hirschfeld. 
Hirschfeld a creat o scală de zece puncte pentru a măsura puterea dorinței sexuale, direcția dorinței fiind reprezentată de literele A (pentru heterosexualitate), B (pentru homosexualitate) și A + B (pentru bisexualitate). LeVay compară scala lui Hirschfeld cu cea dezvoltată de Kinsey decenii mai târziu. 
Sigmund Freud, fondatorul psihanalizei, credea că fiecare ființă umană este bisexuală în sensul încorporării atributelor generale ale ambelor sexe. În opinia sa, acest lucru e adevărat anatomic și, prin urmare, și psihologic, atracția sexuală față de ambele sexe fiind un aspect al acestei bisexualități psihologice. Freud credea că, în cursul dezvoltării sexuale, latura masculină a acestei dispoziții bisexuale va deveni, în mod normal, dominantă la bărbați și latura feminină la femei, dar că toți adulții au încă dorințe derivate atât de latura masculină, cât și de cea feminină a naturilor lor. Freud nu a susținut că toată lumea este bisexuală în sensul de a simți același nivel de atracție sexuală față de ambele sexe. Credința lui Freud în bisexualitatea înnăscută a fost respinsă de Sándor Radó în 1940 și, în urma lui Radó, de mulți psihanaliști de mai târziu. Radó a susținut că la om nu există bisexualitate biologică.  Psihanalistul Edmund Bergler a argumentat în Homosexualitate: boală sau mod de viață? (1956) că bisexualitatea nu există și că toți presupușii bisexuali sunt homosexuali. 
Bisexualitatea umană a fost studiată în principal alături de homosexualitate. Van Wyk și Geist susțin că aceasta este o problemă pentru cercetarea sexualității, deoarece puținele studii care au observat separat bisexualii au descoperit că bisexualii sunt adesea diferiți atât de heterosexuali cât și de homosexuali. Cercetările indică faptul că bisexualitatea este influențată de variabile biologice, cognitive și culturale în interacțiune, iar acest lucru duce la diferite tipuri de bisexualitate. 
În actuala dezbatere despre influențele orientării sexuale, explicațiile biologice au fost puse sub semnul întrebării de oamenii de știință sociali, în special de feministele care încurajează femeile să ia decizii conștiente despre viața și sexualitatea lor. De asemenea, a fost semnalată o diferență de atitudine între bărbați și femei homosexuali, bărbații având mai multe șanse de a considera sexualitatea lor ca fiind biologică, „reflectând experiența masculină universală în această cultură, nu complexitățile lumii lesbiene”. Există, de asemenea, dovezi că sexualitatea femeilor poate fi mai puternic afectată de factori culturali și contextuali. 
Profesorul de la Harvard, Marjorie Garber, a făcut un studiu academic despre bisexualitate în cartea sa din 1995: Versa: Bisexualitatea și erotismul vieții cotidiene, în care a susținut că majoritatea oamenilor ar fi bisexuali dacă ar reuși să își depășească reprimarea sexuală și alți factori precum lipsa de oportunități sexuale. 

### Structura creierului și cromozomii
LeVay (1991) la autopsia a 18 bărbați homosexuali, 1 bărbat bisexual, 16 bărbați presupuși heterosexuali și 6 femei presupuse heterosexuale a descoperit că nucleul INAH 3 al hipotalamusului anterior al bărbaților homosexuali era mai mic decât cel al bărbaților heterosexuali și mai apropiat ca mărime cu femeile heterosexuale. Mărimea INAH 3 a unui subiect bisexual era similară cu cea a bărbaților heterosexuali. 

### Teoria evolutivă
Unii psihologi evolutivi au susținut că atracția de același sex nu are valoare adaptativă, deoarece nu are nicio asociere cu succesul reproductiv potențial. În schimb, bisexualitatea se poate datora variației normale a plasticității creierului. Mai recent, s-a sugerat că alianțele de același sex ar fi putut ajuta bărbații să urce în ierarhia socială, oferind acces la femei și oportunități de reproducere.
Brendan Zietsch, din Institutul de Cercetări Medicale din Queensland, propune teoria alternativă conform căreia bărbații care prezintă trăsături feminine devin mai atractivi pentru femei și sunt astfel mai susceptibili să se împerecheze, cu condiția ca genele implicate să nu-i conducă la respingerea completă a heterosexualității. 
De asemenea, într-un studiu din 2008, autorii săi au declarat că „Există dovezi considerabile că orientarea sexuală umană este influențată genetic, astfel încât nu se știe cum homosexualitatea, care tinde să scadă succesul reproducător, este menținută în populație la o rată relativ mare. " Aceștia au emis ipoteza că „în timp ce genele care predispun la homosexualitate reduc succesul reproductiv al acestora, ele pot conferi un anumit avantaj heterosexualilor care le poartă”, iar rezultatele lor au sugerat că „genele care predispun la homosexualitate pot conferi un avantaj de împerechere heterosexualilor, ceea ce ar putea ajuta la explicarea evoluției și menținerea homosexualității în populație ". 
În Scientific American Mind, savantul Emily V. Driscoll a afirmat că comportamentul homosexual și bisexual este destul de comun la mai multe specii: „Cu cât homosexualitatea este mai mare, cu atât specia este mai pașnică”. Articolul a mai spus: „Spre deosebire de majoritatea oamenilor, cu toate acestea, animalele individuale în general nu pot fi clasificate drept homosexuale sau hetro: un animal care se angajează într-un flirt sau împerechere cu același sex nu refuză neapărat întâlnirile heterosexuale. Mai degrabă, multe specii par să aibă tendințe homosexuale înrădăcinate care sunt o parte regulată a societății lor. Adică, probabil că nu există strict gay, doar bisexuali. Animalele nu au identitate sexuală. Ele fac doar sex." 
Unii antropologi susțin că orientarea majoritară a naturii umane e bisexualitatea deoarece împărțim 99% din ADN-ul nostru cu primatele Bonobo, cele mai apropriate primate, ca și comportament social, cu animalele umane. 60% dintre ele au comportament bisexual.

### Masculinizare
Masculinizarea femeilor și hiper-masculinizarea bărbaților au fost o temă centrală în cercetarea orientării sexuale. Există mai multe studii care sugerează că bisexualii au un grad ridicat de masculinizare. LaTorre și Wendenberg (1983) au descoperit diferite caracteristici de personalitate pentru femeile bisexuale, heterosexuale și homosexuale. S-a constatat că bisexualii au mai puține insecurități personale decât heterosexualii și homosexualii. Această constatare a definit bisexualii ca fiind siguri de sine și mai puțin susceptibili să sufere de instabilități mentale. Încrederea unei identități sigure s-a tradus constant la mai multă masculinitate decât alți subiecți. Acest studiu nu a examinat normele societății, prejudecățile sau feminizarea bărbaților homosexuali. 
Într-o comparație de cercetare, publicată în Jurnalul Asociației pentru Cercetări în ORL, femeile au, de obicei, o sensibilitate mai bună a auzului decât bărbații, asumate de cercetători ca o dispoziție genetică legată de copii, urmași. S-a constatat că femeilor homosexuale și bisexuale au o hipersensibilitate la sunet în comparație cu femeile heterosexuale, ceea ce sugerează o dispoziție genetică pentru a nu tolera tonurile înalte. În timp ce bărbații heterosexuali, homosexuali și bisexuali s-au dovedit că prezintă modele de auz similare, a existat un diferențial notabil la un subgrup de bărbați identificați ca bărbați homosexuali hiperfeminizați care au prezentat rezultate ale testelor similare cu femeile heterosexuale. 

### Hormoni prenatali și orientarea sexuală
Articol principal: Hormonii prenatali și orientarea sexuală
Teoria hormonală prenatală a orientării sexuale sugerează că persoanele care sunt expuse la niveluri excesive de hormoni sexuali au creiere masculinizate și arată homosexualitate sau bisexualitate crescută. Studiile care oferă dovezi pentru masculinizarea creierului nu au fost realizate până în prezent. Cercetările efectuate asupra condițiilor speciale, cum ar fi hiperplazia suprarenală congenitală (CAH) și expunerea la dietilstilbestrol (DES) indică faptul că expunerea prenatală la, respectiv, excesul de testosteron și estrogeni sunt asociate cu fanteziile de sex feminin la adulți. Ambele efecte sunt asociate mai degrabă cu bisexualitatea decât cu homosexualitatea. 
Există dovezi de cercetare conform cărora raportul dintre degetul arătător(2D) și degetul inelar(4D) este legat oarecum de nivelul negativ de testosteronul prenatal și pozitiv de estrogen. Se sugerează că expunerea la testosteron prenatal și concentrații scăzute de estrogen prenatal este o cauză a homosexualității, în timp ce expunerea la niveluri foarte ridicate de testosteron poate fi asociată cu bisexualitatea. Deoarece testosteronul, în general, este important pentru diferențierea sexuală, acest punct de vedere oferă o alternativă la sugestia că homosexualitatea masculină este genetică. 
Teoria hormonală prenatală sugerează că o orientare homosexuală rezultă din expunerea la testosteron excesiv cauzând un creier supra-masculinizat. Acest lucru este contradictoriu cu o altă ipoteză conform căreia preferințele homosexuale se pot datora unui creier feminizat la bărbați. Cu toate acestea, s-a sugerat, de asemenea, că homosexualitatea se poate datora nivelurilor prenatale ridicate de testosteron, care rezultă din lipsa receptorilor la anumite zone cerebrale. Prin urmare, creierul ar putea fi feminizat, în timp ce alte caracteristici, cum ar fi raportul 2D:4D ar putea fi supra-masculinizate. 

### Ordinea nașterii fraților și orientarea sexuală la bărbați
Articol principal: Ordinea nașterii fraților și orientarea sexuală la bărbați
În urma mai multor studii s-a observat o corelație între ordinea nașterii fraților și orientarea sexuală la bărbați. Ray Blanchard a fost primul care a identificat asocierea și a menționat-o ca efectul ordinii nașterii fraților (en. fraternal birth order effect). Concluzia studiilor este: cu cât un bărbat are mai mulți frați mai mari ca el din aceeași mamă, adunând și frații dinaintea lui decedați sau avortați, însă, indiferent de numărul de surori mai mari sau mai mici și indiferent dacă locuiește în același cămin, atunci cu atât este mai mare probabilitatea ca acesta din urmă să aibă o orientare homosexuală sau bisexuală. 

### Disruptori ai sistemului endocrin
Produsele chimice care afectează sistemul endocrin (EDC) sunt substanțe chimice care, la anumite doze, pot interfera cu sistemul endocrin la mamifere. Lucrările asupra posibilelor efecte neurotoxice ale perturbatorilor endocrini și posibilele lor efecte asupra orientării sexuale atunci când un făt este expus, este că: se știe despre relația dintre expunerea la EDC și influențarea unor zone din creierul fătului. Studiile au descoperit că xenoestrogenii și xenoandrogenii pot modifica diferențierea sexuală a creierului la mai multe specii de animale.

### Expunerea embrionului la nicotină
Dacă în primele trei luni de sarcină mama fumează există o probabilitate mai mare ca fiica acesteia să fie lesbiană pentru că nicotina defeminizează și masculinizează creierul embrionului.

### Mediul postnatal și orientarea sexuală
Articol principal: Mediul și orientarea sexuală
Ipotezele pentru impactul mediului social post-natal asupra orientării sexuale sunt slabe, în special pentru bărbați. Nu există dovezi substanțiale care să sugereze că părinții, experiențele din copilărie timpurie, educația influențează orientarea sexuală.    
Asociația Americană de Psihiatrie afirmă: „nu a fost identificată nicio cauză psihosocială sau dinamică specifică familiei pentru homosexualitate, inclusiv istoricul abuzurilor sexuale din copilărie. Abuzul sexual nu pare să fie mai mare sau mai mic ca la copiii care cresc pentru a se identifica ca homosexuali, lesbiene sau bisexuali, decât la copiii care se identifică ca heterosexuali". 
Într-un studiu longitudinal pe 30 de ani publicat în Arhivele Comportamentului Sexual, deși autorii au descoperit că bărbații cu istoric de abuzuri sexuale din copilărie au fost mai predispuși să raporteze că au avut parteneri de același sex, nu au găsit relații „semnificative între abuzul sau neglijarea fizică din copilărie și orientarea sexuală de același sex la vârsta adultă "; Nici bărbații, nici femeile cu istoric de abuz fizic în copilărie, abuz sexual sau neglijență nu au raportat mai mulți parteneri de același sex în anul precedent sau o conviețuire romantică de același sex în comparație cu bărbații și femeile fără astfel de istorii.  Autorii studiului au speculat că „abuzul sexual poate duce la incertitudine în ceea ce privește orientarea sexuală și la o mai mare experimentare cu relații de același sex și opuse”, dar nu să afecteze orientarea sexuală finală.

### Bicuriozitate
Articol principal: Bi-curiozitate
Bicuriozitatea  este o descriere aplicată uneori unei persoane de orientare sexuală heterosexuală sau homosexuală, care are o oarecare curiozitate sau deschidere în legătură cu activitățile sexuale cu o persoană de un sex sau gen pe care nu îl favorizează.  Termenul este uneori folosit pentru a descrie un continuu al sexualității între heterosexualitate și bisexualitate sau între homosexualitate și bisexualitate.  Însă fără a se identifica ca fiind bisexuale.  Termenii heteroflexibili și homoflexibili sunt, de asemenea, aplicați bi-curiozității, deși unii autori disting heteroflexibilitatea (sau homoflexibilitatea) ca fiind lipsită de „dorința de a experimenta cu… sexualitatea” implicată de eticheta bi-curiozitate.  Este o formă de orientare sexuală sau comportament sexual situațional, ocazional caracterizat prin activitate homosexuală minimă.
Termenul bi-curios implică faptul că individul are experiență limitată sau deloc cu sexul/genul pe care nu îl favorizează fie că este heterosexual sau homosexual, dar poate continua să se autoidentifice ca bi-curios dacă nu simte că a explorat în mod adecvat aceste sentimente. Alfred Kinsey, în 1948, estima că mai mult de 1/3 dintre bărbați au avut o experiență cu sexul opus. Unii consideră bi-curiozitatea o practică sexuală.

### Antropologie
Articol principal: Bonobo (Pan Pansicus)
Unii antropologi susțin că orientarea, sau în alte cazuri folosită exprimarea de practică sexuală, majoritară la oameni e bisexualitatea deoarece împărțim aproape 99% din ADN-ul nostru cu primatele Bonobo (Pan Pansicus) și sunt cele mai similare și ca comportament social și sexual cu oamenii. Acestea având o societate matriarhală, curioasă, inventivă . Preponderent cu comportament bisexual, raportat 60%, însă mai mult la cele de sex feminin ♀, fără pruncucidere și sunt singurele animale care fac sex, mai puțin în perioada de menstruație la femele, față în față, tot timpul anului. Ceilalați masculi izolează individul abuzator. Aceste primate comunică, în cerc, folosind peste 1000 de sunete diferite. Sunt printre singurele animale non-umane care comunică cu oamenii; prin combinații de ideograme folosind, în captivitate observat, peste 348 de simboluri. Sunt singurele animale cărora nu le este frică de foc și îl stăpânesc.

## Confuzia dintre identitate, sex, orientare, practică, exprimare și reproducere
Identitatea de gen, sexul, reproducerea, orientarea sexuală și/sau romantică, practica sexuală și exprimarea de gen sunt distincte. 

### Identitate de gen
Articol principal: Identitate de gen
Există trei identități de gen: cisgen, transgen și non-binar.
Ca exemplu pentru înțelegerea de către majoritate a diferenței dintre identitate de gen și orientare sexuală: dacă o persoană născută transgen cu sex anatomic bărbătesc și, bineînțeles, se identifică cu genul opus și are, dar nu obligatoriu, o exprimare de gen aferentă identității de gen simțite, este diagnosticată cu incongruență de gen însă poate (așadar nu toate/toți) avea atracție sexuală (orientare sexuală sau/și romantică) față de femei atunci după finalizarea tranziției această persoană va fi etichetată de societate ca femeie transgen lesbiană. Majoritatea consideră că toate persoanele născute transgen au o orientare non-heteronormativă; ceea ce e fals d.p.d.v. statistic. Așadar identitatea de gen nu are legătură cu orientarea sexuală și/sau romantică.

### Orientare sexuală
Articol principal: Orientare sexuală și/sau romantică
Există patru orientări: asexualitate, bisexualitate, heterosexualitate, homosexualitate. Orientarea sexuală și romantică se referă la sexul sau genul persoanelor care sunt în centrul dorințelor, fanteziilor, romantismului și simțurilor erotice sau amoroase ale unui animal uman sau non-uman, sexul față de care o persoană este "orientată".  
Orientarea sexuală nu are legătură cu identitatea de gen a unei persoane. Sunt două concepte total diferite folosite în psihologie, psihiatrie, sexologie, sociologie, etc.

### Exprimare de gen
Articol principal: Exprimare de gen
O persoană, indiferent de identitatea de gen înnăscută, se poate exprima (vestimentar, social, gesturi, etc.), din diverse motive, în 3 feluri: cisgen, trans, nonbinar.
Persoana născută cisgen (diferită de transgen sau non-binar) care practică travesti face o exprimare de gen a sexului opus, din diverse motive (culturale, revoltă, egalitate de gen, senzuale, sexuale, etc.); în unele culturi se mai numește joc sau roluri ce țin de stereotipurile despre gen; însă trebuie înțeleasă diferența între exprimarea de gen față de identitatea de gen sau persoanele născute transgen. Nu toate persoanele născute transgen fac și exprimarea de gen a genului aferent.
Exprimarea de gen nu are legătură cu identitatea de gen a unei persoane. Sunt două concepte total diferite folosite în psihologie, psihiatrie, sexologie, sociologie, etc.

### Practică sexuală
Articol principal: Practică sexuală
Practicile sexuale sunt diverse. 
Practica sexuală ține de poziții, roluri, situații, obiceiuri, etc. care pot excita sau/și satisface sexual sau romantic o persoană indiferent de sex, identitate de gen, orientare sexuală, etc.; ca exemplu: BDSM (diferită de sadomasochism care e o parafilie) e o practică sexuală. Și bi-curiozitatea (diferită de bisexualitate) e considerată de unii doar o practică sexuală ocazională de satisfacere a nevoilor sexuale. Și practica de travesti (fără legătură cu transsexualismul sau transgen) poate fi considerată, în unele cazuri, o practică sexuală nu doar o exprimare de gen.

### Sex
Articol principal: Sex
În natură există patru categorii: hermafrodit, femeiesc, masculin, aleleic și trei la mamifere: femeiesc, masculin și intersex. 
Deși sexul anatomic nu are nicio legătură cu identitatea de gen trebuie înțeles faptul că organismele multor specii, nu la toate, sunt specializate în sex masculin și sex feminin, fiecare cunoscut sub numele de sex. Reproducerea sexuată implică combinarea și amestecarea trăsăturilor genetice: celulele specializate, cunoscute sub numele de gameți, se combină pentru a forma urmași care moștenesc trăsături de la fiecare părinte. Masculii produc gameți mici (spermatozoizi), în timp ce femelele produc gameți mari (ovule sau celule ou). Organismele individuale care produc gameți de sex masculin și feminin sunt denumite hermafrodite. Gametele poate fi identic ca formă și funcție (cunoscut sub numele de izogamie), dar, în multe cazuri, a evoluat o asimetrie, astfel încât există două tipuri diferite de gameți (heterogametele) cunoscut sub denumirea de anizogamie. Printre oameni și alte mamifere, bărbații au în mod obișnuit, dar nu toți, un cromozom X și un Y (XY), în timp ce femelele poartă de obicei, dar nu toate, doi cromozomi X (XX), care fac parte din sistemul XY. Alți oameni au o combinație la nivel genetic YY, XXY, XYY, XXXX, etc. Sau unele persoane au o parte din celulele corpului XX și cealaltă XY. Alte animale au diverse sisteme de determinare a sexului, cum ar fi sistemul ZW la păsări, sistemul X0 la insecte și alte sisteme diferite la reptile și crustacee. Ciupercile pot avea, de asemenea, sisteme de împerechere alelică mai complexe, cu sexele care nu sunt descrise cu exactitate ca mascul, femelă sau hermafrodit.

### Reproducere
Articol principal: Reproducere sexuată
O persoană poate avea sau nu urmași. Orientarea, identitatea, sexul, etc. nu au legătură cu reproducerea sexuată. O persoană poate avea sau nu progenituri. Sexul reproducător nu necesită nimic specific ce ține de orientare, identitate, etc. deoarece reproducerea sexuată necesită doar un singur act de copulare pentru a fertiliza ovulul prin spermatozoizi. O persoană poate avea sau nu urmași și prin adopție.
Un studiu susține că tinerii bisexuali au de 5 ori mai mari șanse să aibă progenituri.

## Provocările comunității

### Bifobia
Homofobii [și bifobii] ar trebui să ia în considerare puțină auto-reflecție, sugerează un nou studiu care să constate că acei indivizi care sunt cei mai ostili față de homosexuali și care susțin opinii puternice anti-gay pot avea ei înșiși dorințe de același sex, deși sub acoperire. Prejudiciul homofobiei poate proveni, de asemenea, de la părinții autoritari, în special cei cu opinii homofobe, au adăugat cercetătorii. „Acest studiu arată că, dacă simțiți acest tip de reacție viscerală la un grup exterior, întrebați-vă:„ De ce? ”, A spus co-autorul Richard Ryan, profesor de psihologie la Universitatea din Rochester, într-un comunicat. „Acele emoții intense ar trebui să servească drept apel la auto-reflectare”.

### Impacturi sociale generale
Comunitatea bisexuală (cunoscută și sub numele de comunitatea bisexuală / pansexuală, bi / pan / fluidă sau nonmonosexuală) include membrii comunității LGBT care se identifică ca fiind bisexuali, pansexuali sau fluizi.  Deoarece unii bisexuali nu simt că se încadrează în lumea homosexuală sau heterosexuală și pentru că au tendința de a fi „invizibili” în public, unele persoane bisexuale se angajează să-și formeze propriile comunități, culturi și mișcări politice. Unii care se identifică ca bisexuali se pot contopi în societate homosexuală sau heterosexuală. Alți bisexuali consideră că această contopire este forțată mai degrabă decât voluntară; persoanele bisexuale se pot confrunta cu excluderea din societatea homosexuală și heterosexuală. Psihologul Beth Firestein afirmă că bisexualii tind să internalizeze tensiunile sociale legate de alegerea partenerilor  și se simt presați să se eticheteze ca homosexuali în loc să ocupe terenul de mijloc dificil, în care atracția față de persoane de ambele sexe ar sfida valorile societății bazată pe monogamie. Aceste tensiuni și presiuni sociale pot afecta sănătatea mintală a bisexualilor și au fost dezvoltate metode specifice de terapie pentru bisexuali pentru a rezolva această problemă.  
Comportamentele bisexuale sunt, de asemenea, asociate în cultura populară cu bărbații care se angajează în activități cu același sex, în timp ce se prezintă, de altfel, ca heterosexuali.
În SUA, un sondaj Pew 2013  a arătat că doar 28% dintre bisexuali au declarat că „toți sau majoritatea persoanelor importante din viața lor sunt conștienți că sunt LGBT” față de 77% dintre bărbații gay și 71% dintre lesbiene. În plus, atunci când au fost defalcate pe sexe, doar 12% dintre bărbații bisexuali au spus că sunt „out” față de 33% dintre femeile bisexuale. 

### Percepții și discriminare
Ca și persoanele din alte sexualități LGBT, persoanele cu o orientare bisexuală se confruntă adesea cu discriminare. În plus față de discriminarea asociată cu homofobia, persoanele bisexuale susțin în mod frecvent că au parte de discriminare din partea bărbaților homosexuali, femeilor lesbiene și că identitatea bisexuală în sine nu există.    Este comună convingerea că toată lumea este bisexuală (în special femei, spre deosebire de bărbați),   sau că bisexualitatea nu există ca identitate unică. Acest lucru provine din două puncte de vedere: În opinia heterosexistă, se presupune că oamenii sunt atrași sexual de sexul opus și uneori se motivează că o persoană bisexuală este pur și simplu o persoană heterosexuală care experimentează sexual. În opinia monosexistă, se crede că oamenii nu pot fi bisexuali decât dacă sunt atrași în egală măsură de ambele sexe, reglând orientarea sexuală către sexul sau sexul pe care îl preferă. În această privință, oamenii sunt exclusiv homosexuali (homosexuali / lesbiene) sau exclusiv heterosexuali,  persoane homosexuale închise care doresc să apară heterosexuali,  sau heterosexuali care experimentează sexualitatea lor. Afirmațiile sunt contestate de diverși cercetători, care au raportat că bisexualitatea ar cădea pe un continuum, cum și este sexualitatea, în general.  
În 2005, cercetătorii Gerulf Rieger, Meredith L. Chivers și J. Michael Bailey au folosit pletismografia penisului pentru a măsura excitarea bărbaților bisexuali identificați la pornografie care implică doar bărbați și pornografie care implică doar femei. Participanții au fost recrutați prin reclame în reviste orientate pe gay și într-o lucrare alternativă. Ei au descoperit că bărbații bisexuali auto-identificați din eșantion aveau modele de excitare genitală similare cu bărbații homosexuali sau heterosexuali. Autorii au ajuns la concluzia că „în ceea ce privește comportamentul și identitatea, bărbații bisexuali există în mod clar”, dar că bisexualitatea masculină nu s-a dovedit a exista în ceea ce privește excitația sau atracția. Mai mult, unii cercetători susțin că tehnica folosită în studiu pentru măsurarea excitației genitale este prea crudă pentru a surprinde întregul spectru (senzații erotice, afecțiune, admirație) care constituie atracție sexuală.
Institutul American de Bisexualitate a declarat că studiul lui Bailey a fost interpretat greșit și raportat greșit atât de The New York Times, cât și de criticii săi.  În 2011, Bailey și alți cercetători au raportat că, în rândul bărbaților cu istoric de mai multe relații romantice și sexuale cu membrii ambelor sexe, s-au găsit niveluri ridicate de excitare sexuală ca răspuns la imagini sexuale de sex masculin și feminin.   Subiecții au fost recrutați dintr-un grup Craigslist pentru bărbați care căutau intimitate cu ambii membri ai unui cuplu heterosexual. Autorii au spus că această schimbare în strategia de recrutare a fost o diferență importantă, dar este posibil să nu fi fost un eșantion reprezentativ de bărbați identificați bisexuali. Ei au concluzionat că „bărbații identificați bisexuali cu modele de excitare bisexuală există într-adevăr”, dar nu au putut stabili dacă un astfel de model este tipic pentru bărbații identificați bisexuali în general.  
Ștergerea identității bisexuale (sau invizibilitatea bisexuală) este tendința de a ignora, elimina, falsifica sau reexplica dovezile bisexualității în cultură, istorie, mediul academic, mass-media și alte surse.    În forma sa extremă, include negarea existenței bisexualității. Este adesea o manifestare a bifobiei.     
Există o mai mare incluziune și vizibilitate a bisexualilor, în special în comunitatea LGBT.   Psihologul american Beth Firestone scrie că de când a publicat prima sa carte despre bisexualitate, în 1996, „bisexualitatea a câștigat vizibilitate, deși progresul este inegal și conștientizarea bisexualității este încă minimă sau absentă în multe dintre cele mai îndepărtate regiuni ale țării noastre și la nivel internațional." 

### Sinuciderea în rândul tinerilor LGBTQIA+
Articol principal: Sinuciderea în rândul tinerilor LGBT
S-a dovedit că aplicarea legilor care discriminează persoanele LGBT are efecte negative semnificative asupra sănătății fizice și mentale și bunăstării tinerilor LGBT; de exemplu, depresia și consumul de droguri în rândul persoanelor LGBT s-au dovedit a crește semnificativ după trecerea legilor discriminatorii. 
În schimb, adoptarea legilor care recunosc persoanele LGBT ca egale în ceea ce privește drepturile civile poate avea un impact pozitiv semnificativ asupra sănătății fizice și mentale și a bunăstării tinerilor LGBT; de exemplu, un studiu al datelor la nivel național din întreaga SUA din ianuarie 1999 până în decembrie 2015 a relevat că stabilirea căsătoriei între persoane de același sex este asociată cu o reducere semnificativă a ratei tentativei de sinucidere în rândul copiilor, efectul fiind concentrat în rândul adolescentilor cu o orientare sexuală minoritară (tineret LGB), ceea ce duce la aproximativ 134.000 de adolescenți mai puțini care încearcă să se sinucidă în fiecare an în Statele Unite.
S-a demonstrat că intimidarea (bullying) este un factor care contribuie la multe tentative de suicid, chiar dacă nu toate atacurile au fost specifice în ceea ce privește sexualitatea sau sexul. De la o serie de sinucideri la începutul anilor 2000, o atenție sporită a fost concentrată asupra problemelor și cauzelor care stau la baza efortului de a reduce sinuciderile în rândul tinerilor LGBTQIA.

Se estimează că în fiecare an în Statele Unite 1,8 milioane de adolescenți LGBTQIA iau în considerare sinuciderea. 77,6% dintre bisexuali s-au gândit la sinucidere, în comparație cu doar 11,7% din populația generală; acest lucru e din cauza presiunii comunității heterosexuale sau celei homosexuale de a forța individul cu orientare bisexuală în a lua o "decizie" sau "a alege" privitor la una dintre orientările monosexuale.
Pentru adolescenți, mediile cele mai relevante de suport psihologic sunt: familia, cartierul și școala; în această ordine.

### Terapie de conversie
Articol principal: Terapie de conversie
Numele oficial al tuturor programelor de acest gen este Efort de Schimbare a Orientării Sexuale (SOCE) și includ diverse metode. Există metode axate pe partea psihică, inclusiv terapie comportamentală, hipnoză, terapie de convertire și grupuri de sprijin. Există metode religioase bazate pe rugăciune. În trecut, eforturile de schimbare au inclus terapia prin electroșocuri, lobotomia și o varietate de proceduri chirurgicale menite a extrage diverse părți ale organelor genitale, atât la bărbați cât și la femei, incluzând castrarea completă.
În general, tinerii sunt forțați să accepte terapii de conversie datorită presiunii din partea familiei sau apropiaților. Cei apropiați pornesc fie de la interpretări greșite ale textelor religioase, fie de la o premiză falsă că persoanelele LGBT nu vor avea copii, fie că tinerii vor căpăta infecții cu transmitere sexuală. Mai mult de 1/2 dintre persoanelele LGBTQ au copii iar rata infecțiilor cu STD este aproape egală cu cea a persoanelor cu orientare exclusiv heterosexuală.
Terapia schimbării orientării sexuale este respinsă de psihoterapeuți. Într-o hotărâre adoptată de către consiliul Asociației Psihologilor Americani (APA) și în raportul în care aceasta este menționată, asociația și-a exprimat dezaprobarea legat de terapia reparativă. Studii amintite de APA în raport arată că eforturile de a produce schimbarea pot fi dăunătoare, provocând depresie și tendințe sinucigașe. Asociația a mai criticat și în trecut terapia reparativă, dar și-a întărit poziția prin examinarea a 87 de studii pe tema schimbării orientării sexuale, studii întreprinse din 1960 până în 2007.
Religia e [considerată] o formă de terapie de conversie distructivă pentru persoanele născute LGBT. De asemenea, Adunarea Generală a ONU solicită terminarea globală a terapiei de conversie.

### Aspecte ce țin de feminism și masculinitate
Pozițiile feministe pe bisexualitatea variază foarte mult, de la acceptarea bisexualitatea ca o chestiune feministă la respingerea bisexualitatea ca reacționar și anti-feminist backlash la feminismul lesbiene .  De atunci, o serie de femei care au fost implicate într-un activism lesbian-feminist au ieșit ca bisexuale după ce și-au dat seama de atracțiile lor față de bărbați. Un exemplu larg studiat de conflict dintre lesbiene și bisexuale în feminism a fost la Pride March Northampton între 1989 și 1993, unde multe feministe implicate au dezbătut dacă bisexualii ar trebui să fie incluși și dacă bisexualitatea este sau nu compatibilă cu feminismul. 
Criticile obișnuite lesbiene-feministe nivelate la bisexualitate erau că bisexualitatea era anti-feministă, că bisexualitatea era o formă de conștiință falsă și că femeile bisexuale care urmăresc relațiile cu bărbații erau „amăgite și disperate”. Tensiunile dintre feministe bisexuale și feministe lesbiene s-au ușurat încă din anii 90, deoarece femeile bisexuale au devenit mai acceptate în comunitatea feministă  dar unele feministe lesbiene precum Julie Bindel sunt încă critice față de bisexualitate. Bindel a descris bisexualitatea feminină drept o „tendință la modă” promovată datorită „hedonismului sexual” și a prezentat întrebarea dacă bisexualitatea chiar există.  Ea a făcut, de asemenea, comparații între bisexuali și obraznici ai pisicilor și închinătorilor diavolului .  Sheila Jeffreys scrie în The Lesbian Heresy că, deși multe feministe lucrează confortabil alături de bărbați gay, ei interacționează inconfortabil cu bărbații bisexuali. Jeffreys afirmă că, deși este puțin probabil ca bărbații homosexuali să hărțuiască sexual femeile, bărbații bisexuali sunt la fel de probabil să le deranjeze femeile ca bărbații heterosexuali. 
Donna Haraway a fost inspirația și geneza pentru ciberfeminism cu eseul său din 1985, „Un manifest Cyborg: știință, tehnologie și socialism-feminism în secolul târziu al XX-lea”, care a fost reeditată în Simians, Cyborgs și Women: The Reinvention of Nature (1991). Eseul lui Haraway afirmă că cyborg-ul „nu are camion cu bisexualitate, simbioză preeditică, muncă nealienată sau alte seducții la integritatea organică printr-o însușire finală a tuturor puterilor părților într-o unitate superioară”. 
O femeie bisexuală a înaintat un proces împotriva revistei Common Lives / Lesbian Lives, care pretindea discriminare împotriva bisexualilor atunci când transmiterea ei nu a fost publicată. 
Acest lucru poate duce la o mai mică presiune de rol inutilă asupra persoanelor născute cu sex masculin fără a aplica o masculinitate toxică care poate afecta toxic întreaga societate.

### Efecte socio-economice
Discriminarea persoanelor lesbiene, homosexuale, bisexuale, [polisexuale], [asexuale] și transsexuale implică costuri de aproape 2% din creșterea economică anuală pentru statele Europei de Est, declară o coaliție de zeci de companii globale care promovează includerea persoanelor LGBT+. Costurile anuale sunt estimate grosso-modo în jur de 1,6-4,4 miliarde de dolari americani pentru România. Raportul consideră că, deși România și celelalte trei țări analizate sunt destul de stabile din punct de vedere economic, ambițiile de dezvoltare nu pot fi atinse decât prin includerea deplină a comunității LGBTQ+ în viața economică. Conform raportului, performanța economică este strâns legată de includerea persoanelor LGBTQ+, deoarece reduce corupția și exodul creierelor, crește competitivitatea, spiritul antreprenorial, inovația, autenticitatea și satisfacția clienților și angajaților.
Se estimează că s-a pierdut 4-6% din populația României prin emigrare din cauza neintegrării sociale și culturale a acestora și încă 1-3% prin dezvoltarea de depresii cronice, sinucideri, dezvoltarea de comportamente auto-distructive și așa numitele "hate-crimes". Pe de altă parte, din cauza promovării homofobiei dar mai ales a promovării, intenționate sau nu, a xenofobiei (frica de alte grupuri necunoscute, neîntâlnite, diferite, etc.), efectele economico-depresive sunt mult mai amplu propagate în rândul persoanelor hetero-normative, așadar, pierderile sunt mai mari dar greu de estimat.

## Simboluri și steaguri
Un simbol comun al comunității bisexuale este steagul bisexualității, care are o dungă roz în partea de sus pentru homosexualitate, unul albastru pe partea inferioară pentru heterosexualitate și unul purpuriu - amestecând roz și albastru - în mijloc pentru a reprezenta bisexualitatea. 
Un alt simbol cu o schemă de culori similar simbolică este o pereche de triunghiuri roz și albastru suprapuse, formând mov sau lavandă unde se intersectează. Acest design este o expansiune pe triunghiul roz, un simbol binecunoscut pentru comunitatea homosexuală. 
Unii indivizi bisexuali se opun folosirii unui triunghi roz, deoarece a fost simbolul pe care regimul lui Adolf Hitler l-a folosit pentru a eticheta și persecuta pe homosexuali. Ca răspuns, a fost conceput special un simbol de lună dublă semilună pentru a evita utilizarea triunghiurilor.  Acest simbol este comun în Germania și țările din jur.

## Capacitate familială
Contrar opiniei publice, sarcinile sunt mult mai frecvente în rândul tinerilor bisexuali, lesbiene, homosexuali decât printre omologii lor heterosexuali, sugerează un nou studiu pe studenții din New York City.
 

Alt studiu susține că tinerii bisexuali au de 5 ori mai mari șanse să aibă progenituri.
Conform unor studii din 2015, chestionate doar femeile care au avut relații și cu bărbați bisexuali, s-a tras concluzia că: "bărbații bisexuali sunt mai buni iubiți, tați și parteneri".
Din ce în ce mai mulți tineri LGBTQ din generatia millenials intenționează să aibă copii indiferent de venit, se arată în sondaj. Prețul plătit poate fi costisitor pentru familiile LGBTQ, în special pentru cele dependente de tehnologia de reproducere asistată.
Conform legilor din România o persoană poate adopta un copil indiferent de orientarea sexuală, fie că are o orientare bisexuală, homosexuală sau heterosexuală, însă, din vid legislativ, două persoane de același sex nu pot adopta.  Se pune în discuție problema ce se întâmplă cu copiii dacă unicul părinte decedează. 

## Statutul legal al diverselor tipuri de căsătorii
Se pune în discuție în comunitatea bisexuală și pansexuală, de ce să nu existe trei tipuri de căsătorii perfect funcționale în funcție de nevoile și dorințele diferite ale fiecăruia în parte. 

### Statutul legal al căsătoriei monogame între persoane de sex diferit
În toate țările căsătoria monogamă heterosexuală e legală.

### Statulul legal al căsătoriei monogame între persoane de același sex
Căsătoria între persoane de același sex (cunoscută și sub numele de căsătorie gay sau căsătorie homosexuală) este căsătoria între două persoane care sunt de același sex legal sau biologic. Primele legi care au permis căsătoria între persoane de același sex au fost adoptate încă de la sfârșitul secolului XX.
Multe țări permit cuplurilor de același sex să se căsătorească: Africa de Sud, Argentina, Belgia, Brazilia, Canada, Danemarca, Franța, Irlanda, Islanda, Luxemburg, Norvegia, Noua Zeelandă, Portugalia,  Regatul Unit (Anglia, Scoția, Țara Galilor), Spania, Statele Unite, Suedia, Țările de Jos, Uruguay și unele state ale Mexicului. Finlanda a legalizat casătoria între persoane de același sex, iar legea a intrat în vigoare în martie 2017.
Studii efectuate în mai multe țări indică faptul că sprijinul pentru recunoașterea legală a căsătoriei dintre persoane de același sex crește împreună cu nivelul de educație, iar acest sprijin este mai puternic în rândul tinerilor. Totodată, sondajele arată că susținerea față de o asemenea lege este în creștere.
În urma unui sondaj din 2021 publicat de Accept România s-a constat că 56% din respondenții cu vârste între 18 – 34 de ani, segmentul adulților tineri din România, consideră că familiile de același sex au nevoie de o formă de protecție legală, fie prin căsătorie (42%), fie prin parteneriat civil (14%).

### Statutul legal al căsătoriei poligame
Poligamia este de trei feluri:
- Poliginia - în care o persoană de sex masculin se căsătorește cu mai multe persoane de sex feminin,
- Poliandria - în care o persoană de sex feminin se căsătorește cu mai multe persoane de sex masculin,
- Căsătoria de grup - în care mai multe persoane de același sex se căsătoresc cu mai multe persoane de sex opus sau persoane de același sex.

Poligamia este legală în multe țări și state și este ilegală în multe alte țări. În majoritatea țărilor Africii și în lumea arabă poligamia este legală, iar în Occident poligamia este ilegală. Însă căsătoria homosexuală este legală doar în statele occidentale. Totuși numai 2% din populația globului trăiește în uniuni poligame.
În multe state occidentale se pune problema, dacă căsătoria homosexuală e constituțională atunci de ce căsătoria poligamă e neconstituțională? Se pune problema de ce să nu existe 3 tipuri de căsătorii perfect funcționale în funcție de nevoile diferite ale fiecărui individ în parte?
- Căsătoria monogamă heterosexuală
- Căsătoria monogamă homosexuală
- Căsătoria poligamă (poligină, poliandră și de grup)

Se pune întrebarea dacă acest tip de căsătorie poate reduce rata divorțurilor. Se pune întrebarea dacă acest tip de căsătorie poate aduce mai multe resurse și beneficii copiilor din cuplu, sănătății emoționale și stabilității întregului cămin dacă partenerii sunt maturizați emoțional. Un avantaj este că probabilitatea de a rămâne singur scade cu fiecare membru iar progeniturile au parte de mai mulți întreținători.
S-a observat că o uniune poliamoroasă durabilă e în stransă legătură cu orientarea non-heteronormativă. 

## Bisexualitatea în istoria înregistrată a umanității
Grecii și romanii antici nu au asociat relațiile sexuale cu etichete bine definite, așa cum face societatea occidentală modernă. Bărbații care aveau iubiți de sex masculin nu au fost identificați drept homosexuali și aveau soții sau alte femei. 
Textele religioase grecești antice, care reflectau practicile culturale, includeau teme bisexuale. Texetele au variat, de la mistic la didactic.  Spartanii credeau că dragostea și relațiile erotice între soldații experimentați și cei începători vor consolida loialitatea și coeziunea unitară și ar încuraja eroismul. Odată ce soldații mai tineri ajungeau la maturitate, relația trebuia să devină non-sexuală, dar nu este clar cât de strict era respectat acest lucru. Exista o oarecare stigmă asupra tinerilor care își continuau relațiile cu mentorii lor până la vârsta adultă.   
În mod similar, în Roma antică, un partener sexual era acceptabil, atâta timp cât plăcerea unui bărbat nu afecta integritatea bărbatului altuia. Era acceptabil din punct de vedere social ca un bărbat roman născut liber să-și dorească relații sexuale cu parteneri de sex feminin și bărbați, atât timp cât acesta avea rolul penetrant.  Moralitatea comportamentului depindea de poziția socială a partenerului, nu de sex în sine . Atât femeile, cât și bărbații tineri erau considerați obiecte normale de dorință, dar în afara căsătoriei, un bărbat trebuia să acționeze la dorințele sale doar cu sclavi, prostituate (care erau deseori sclavi) și infame . Era imoral să faci relații sexuale cu soția altui bărbat născut, fiica sa de căsătorie, fiul său minor sau cu bărbatul însuși; utilizarea sexuală a sclavului altui bărbat era supusă permisiunii proprietarului. Lipsa autocontrolului, inclusiv în gestionarea vieții sexuale a unuia, a indicat că un bărbat nu este în măsură să guverneze pe ceilalți; prea multă îngăduință în „plăcere senzuală scăzută” amenința că va eroda identitatea bărbatului de elită ca persoană cultivată. 
Alfred Kinsey a efectuat primele mari sondaje privind comportamentul homosexual în Statele Unite în anii '40. Rezultatele au șocat cititorii zilei sale, deoarece au făcut ca comportamentul și atracțiile de același sex să pară atât de comune.  Lucrarea sa din 1948 Sexual Behavior in the Human Male a declarat că, printre bărbați, „aproape jumătate (46%) din populație se angajează atât în activități heterosexuale cât și homosexuale sau reacționează la persoane de ambele sexe, în timpul vieții lor adulte” și că ” 37% din totalul populației masculine a avut cel puțin o experiență exclusiv homosexuală până la punctul de orgasm, de la începutul adolescenței." Deși cercetătorii mai recenți consideră că Kinsey a supraestimat rata atracției între persoane de același sex,   opera sa este considerată pionierat și unele dintre cele mai cunoscute cercetări pe teme sexuale din toate timpurile.  

## Mass-media
Bisexualitatea tinde să fie asociată cu portretele media negative; se fac referiri uneori la stereotipuri sau tulburări mentale. Într-un articol referitor la filmul Brokeback Mountain din 2005, educatoarea sexuală Amy Andre a susținut că în filme, bisexualii sunt adesea înfățișați negativ: 
Folosind o analiză a conținutului a peste 170 de articole scrise între 2001 și 2006, sociologul Richard N. Pitt, Jr. a concluzionat că mass-media a patologizat comportamentul bărbaților bisexuali negri, în timp ce ignoră sau simpatizând acțiunile similare ale bărbaților bisexuali albi. El a susținut că bărbatul bisexual negru este adesea descris ca un bărbat heterosexual duplicitar care răspândește virusul HIV. În mod alternativ, bărbatul alb bisexual este adesea descris drept un om homosexual victimizat, forțat să stea ascuns de societatea heterosexistă din jurul său. 

### Film
În 1914 e documentată prima apariție a personajelor bisexuale (femei și bărbați) în pelicula A Florida Enchantment, de Sidney Drew.  Cu toate acestea, sub cenzura cerută de Codul Hays, cuvântul bisexual nu a putut fi menționat și aproape niciun personaj bisexual nu a apărut în filmul american din 1934 până în 1968.  
Portretele notabile și variate ale bisexualității pot fi găsite în filme principale precum Black Swan (2010), Frida (2002), Showgirls (1995), The Pillow Book (1996), Alexander (2004), The Rocky Horror Picture Show (1975), Henry &amp; June (1990), Chasing Amy (1997), Velvet Goldmine (1998), The 4 of Man (1993), Basic Instinct (1992), Mulholland Drive (2001), Sunday Bloody Sunday (1971), Something for Everybody (1970), The Rules of Attraction (2002), Brokeback Mountain (2005) și Call Me by Your Name (2017). 

### Literatură
Orlando din Virginia Woolf : A Biography (1928) este un exemplu timpuriu de bisexualitate în literatură. Povestea unui bărbat care se transformă într-o femeie, s-a bazat pe viața iubitei lui Woolf, Vita Sackville-West. Cartea ei din 1925, Doamna Dalloway, s-a concentrat pe un bărbat bisexual și o femeie bisexuală în căsătoriile heterosexuale neîmplinite sexual în viața ulterioară. După moartea lui Sackille-West, fiul ei, Nigel Nicolson, a publicat Portretul căsătoriei, unul dintre jurnalele sale povestind relația cu o femeie în timpul căsătoriei sale cu Harold Nicolson . Alte exemple timpurii includ lucrări ale lui DH Lawrence, precum Women in Love (1920) și seria lui Colette,  Claudine (1900–1903). 
Personajul principal din romanul lui Patrick White, The Twyborn Affair (1979), este bisexual. Romanele contemporane ale britanicului Bret Easton Ellis, precum Less Than Zero (1985) și The Rules of Attraction (1987) prezintă frecvent personaje masculine bisexuale; această „abordare casual” a personajelor bisexuale recurge în toată opera lui Ellis. 

### Muzică
Muzicianul rock David Bowie s-a declarat bisexual într-un interviu acordat Melody Maker în ianuarie 1972, o mișcare care a coincis cu primele fotografii din campania sa Ziggy Stardust. Într-un interviu din septembrie 1976 cu Playboy, Bowie a spus: „Este adevărat - sunt un bisexual. Dar nu pot nega că am folosit foarte bine acest fapt. Presupun că este cel mai bun lucru care mi s-a întâmplat vreodată. "  Într-un interviu din 1983, el a spus că a fost „cea mai mare greșeală pe care am făcut-o vreodată”,   elaborând în 2002, el a explicat „Nu cred că a fost o greșeală în Europa, dar a fost mult mai dură în America. Nu am avut nicio problemă cu oamenii care știu că sunt bisexual. Dar n-am avut nicio înclinație să țin nici o pancartă sau să fiu reprezentant al vreunui grup de oameni. Știam ce vreau să fiu, un compozitor și un interpret [. . .] America este un loc foarte puritanic și cred că a stat în calea dorită" 
Freddie Mercury a fost, de asemenea, deschis în legătură cu bisexualitatea lui, deși nu a discutat în mod public despre relațiile sale. 
În 1995, Jill Sobule a cântat despre bi-curiozitatea în piesa ei "I Kissed a Girl", cu un videoclip care a alternat imagini cu Sobule și un iubit, împreună cu imagini cu ea și cu o iubită. O altă melodie cu același nume de Katy Perry aderă și ea la aceeași temă. Unii activiști sugerează că cântecul nu face decât să consolideze stereotipul bisexualilor care experimentează și că bisexualitatea nu este o adevărată preferință sexuală. Lady Gaga a mai spus că este bisexuală  și a recunoscut că piesa ei „ Poker Face ” este despre a fantezia despre o femeie în timp ce se află cu un bărbat. 
Brian Molko, cântărețul principal al Placebo este bisexual deschis.  Billie Joe Armstrong de la Green Day, s-a identificat și el ca fiind bisexual, spunând într-un interviu din 1995 pentru The Advocate, „Cred că am fost întotdeauna bisexual. Adică, este ceva de care m-am interesat întotdeauna. Cred că oamenii se nasc bisexuali și doar că părinții și societatea noastră ne supun acestui sentiment de „Oh, nu pot”. Ei spun că este un tabu. Este înrădăcinat în capul nostru că este rău, când nu este deloc rău. Este un lucru foarte frumos."  În 2014, Armstrong a discutat melodii precum „Venind curat”, „A fost o melodie despre întrebarea mea. Există și alte sentimente despre același sex, sexul opus, mai ales în Berkeley și San Francisco. Oamenii acționează ceea ce simt: gay, bisexuali, transsexuali, orice. Și asta deschide ceva în societate care devine mai acceptabil. Acum avem căsătoria homosexuală devenită recunoscută. Cred că este un proces de descoperire. Am fost dispus să încerc orice." 

### Televiziune
În seria originală Netflix, Orange is the New Black, personajul principal, Piper Chapman, interpretat de actrița Taylor Schilling, este o deținută bisexuală feminină, care se arată că are relații atât cu bărbații, cât și cu femeile. În primul sezon, înainte de a intra în închisoare, Piper este logodit cu logodnicul masculin Larry Bloom, interpretat de actorul Jason Biggs . Apoi, în închisoare, se reconectează cu fosta iubită (și colegă deținută), Alex Vause, interpretat de Laura Prepon.  Un alt personaj care este înfățișat ca bisexual în cadrul serialului este o deținută pe nume Lorna Morello, interpretată de actrița Yael Stone . Are o relație intimă cu colegii deținuți Nicky Nichols, interpretată de Natasha Lyonne, în timp ce încă are sentimente pentru logodnicul ei, Christopher MacLaren, interpretat de Stephen O'Reilly .  
Serialul de televiziune FOX House are o doctoriță bisexuală, Remy Hadley, interpretată de Olivia Wilde, începând cu sezonul patru. Aceeași rețea a lansat mai devreme serialul de televiziune The OC, care a prezentat pentru o vreme bisexualul Alex Kelly (interpretat și de Olivia Wilde). În drama HBO Oz, Chris Keller un criminal în serie bisexual care a torturat și violat diverși bărbați și femei. Alte filme în care personaje bisexuale ascund nevroze ucigătoare includ Black Widow, Blue Velvet, Cruising, Single White Female, și Girl, Interrupted .     
Începând cu sezonul 2009, seria The World Real de pe MTV a prezentat două personaje bisexuale,  Emily Schromm,  și Mike Manning. 
În Lost Girl, despre creaturi numite Fae care trăiesc în secret printre oameni, prezintă un protagonist bisexual, Bo,  jucat de Anna Silk . În arcul de poveste, ea este implicată într-un triunghi de dragoste dintre Dyson, un lup (interpretat de Kris Holden-Ried ) și Lauren Lewis,  medic (interpretat de Zoie Palmer ) și liderul clanului Light Fae. 
În emisiunea de știință de la BBC TV Torchwood, mai multe personaje principale par să aibă o sexualitate fluidă. Cel mai de seamă printre aceștia este căpitanul Jack Harkness, un pansexual care este personajul principal și un alt erou convențional în acțiuni de ficțiune științifică. În cadrul logicii spectacolului, în care personajele pot interacționa și cu specii extraterestre, producătorii folosesc uneori termenul „omnisexual” pentru a-l descrie.  Fostul lui Jack, căpitanul John Hart este de asemenea bisexual. Dintre foștii și fostele lui, au fost indicați semnificativ cel puțin o fostă soție și cel puțin o femeie cu care a avut un copil. Unii critici trag concluzia că serialul îl prezintă mai des pe Jack cu bărbați decât cu femei. Creatorul Russell T Davies spune că una dintre capcanele de a scrie un personaj bisexual este că „cădeați în capcana” din „doar să vă culcați cu bărbații”. El descrie despre cea de-a patra serie a emisiunii, „Veți vedea întreaga gamă a apetitelor sale”.  Preocuparea pentru bisexualitate a fost văzută de critici ca fiind complementare cu alte aspecte ale temelor emisiunii. Pentru personajul heterosexual Gwen Cooper, pentru care Jack poartă sentimente romantice, noile experiențe cu care se confruntă la Torchwood, sub forma „afacerilor și homosexualității și a amenințării cu moartea”, conțin nu numai celălalt, ci „o parte lipsă” a Sinelui. 

## Câteva persoane non-heterosexuale celebre
Alte informații: Listă de persoane lesbiene, gay, bisexuale și transgen
| Nume                                                                     | Dată naștere-moarte | Naționalitate            | Note | Referințe |
| ------------------------------------------------------------------------ | ------------------- | ------------------------ | --- | --------- |
| Abraham Lincoln                                                          | 1809-1865           | Americană                | Politician, președinte SUA | #         |
| Adolf Hitler                                                             | 1889-1945           | Germană, Austriacă       | Politician, conducător de stat, nazist, criminal, inițiator al Holocaustului, inițiator al persecutării și exterminării persoanelor născute LGBTI | #         |
| Adrian, Publius Aelius Traianus Hadrianus                                | 76-138              | Romană                   | Împărat | #         |
| Alan (Mathison) Turing                                                   | 1912-1954           | Britanică                | informatician, matematician, logician, criptanalist, filosof și maratonist britanic.                                                              | #         |
| Alanis Morissette                                                        | 1974                | Canadiană                | Cântăreață | #         |
| Alexandru cel Mare, Megas Alexandros, Alexandros III Philippou Makedonon | 356-323 I.Ch.       | Macedoneană, Greacă      | Împărat | #         |
| Amy Winehouse                                                            | 1983-2011           | Britanică                | Cântăreață | #         |
| Ana Brnabić                                                              | 1975                | Sârbă                    | Prim Ministrul Serbiei, politician | #         |
| Andy Warhol (născut Andrew Warhola)                                      | 1928-1987           | Americană                | Pictor, scenograf, sculptor, reprezentant al culturii plastice americane                                                                          | #         |
| Angelina Jolie                                                           | 1975                | Americană                | Actriță | #         |
| Anthony Perkins                                                          | 1931-1992           | Americană                | Actor | #         |
| Ariana Grande                                                            | 1993                | Americană                | Cântăreață | #         |
| Aristotel                                                                | 384–322 î. Hr.      | Greacă                   | Filozof, scriitor | #         |
| Aristotel Onassis, Sokratis                                              | 1906-1975           | Greacă, Turcă            | Om de afaceri, armator | #         |
| Bayard Rustin                                                            | 1912-1987           | Americană                | Orator, activist, luptător pentru drepturile afro-americanilor, scriitor, creator al discursului "I have a dream" citit de M.L. King              | #         |
| Benjamin Franklin                                                        | 1706/05-1790        | Americană, Britanică     | Fondator SUA, poltician, diplomat, autor, om de știință                                                                                           | #         |
| Bram Stoker, Abraham                                                     | 1847-1912           | Irlandeză, Britanică     | Scriitor, eseist, scriitorul romanului Dracula | #         |
| Cary Grant (născut Archibald Alec Leach)                                 | 1904-1986           | Americană                | Actor | #         |
| Ceaikovski, Pyotr Ilyich Tchaikovsky                                     | 1840-1893           | Rusă                     | Compozitor | #         |
| Cicero, Marcus Tullius                                                   | 106-42 I.Chr.       | Romană                   | filozof, politician, jurist, orator, teoretician politic, consul și constituționalist                                                             | #         |
| Chris Hughes, Christopher Hughes                                         | 1983                | Americană                | Cofondator Facebook, antrepenor | #         |
| Constantin Brâncuși                                                      | 1876-1957           | Română, Franceză         | Sculptor | #         |
| Clark Gable                                                              | 1901-1960           | Americană                | Actor | #         |
| George Washington                                                        | 1732-1799           | Americană                | Poltician, președinte SUA | #         |
| Giorgio Armani                                                           | 1934                | Italiană                 | Designer, creator de modă, om de afaceri | #         |
| Cynthia (Ellen) Nixon                                                    | 1966                | Americană                | Actriță | #         |
| Demi Lovato                                                              | 1992                | Americană                | Cântăreață | #         |
| Domenico Dolce                                                           | 1958                | Italiană                 | Designer, creator de modă, afacerist | #         |
| Drew Barrymore                                                           | 1975                | Americană                | Actriță | #         |
| Eduard al II-lea al Angliei                                              | 1284-1327           | Britanică                | Rege al Angliei, conducător politic, politician, teoretician                                                                                      | #         |
| Eleanor Anna Roosevel                                                    | 1884-1962           | Americană                | Politiciană, activistă, feministă, primă doamnă a SUA                                                                                             | #         |
| Elton John, Sir Elton Hercules John (născut Reginald Kenneth Dwight)     | 1947                | Australiană, Britanică   | Cântăreț, compozitor | #         |
| Francis Bacon, Sir, The Viscount St Alban                                | 1561-1621           | Britanică                | Inventator, om de știință, jurist, orator | #         |
| Franz Kafka                                                              | 1883-1924           | Cehă                     | Scriitor | #         |
| Freddie Mercury, Farrokh Bulsara                                         | 1946-1991           | Tanzaniană, Britanică    | Cântăreț | #         |
| Fredric cel Mare, Frederic al II-lea al Prusiei de Hohenzollern          | 1712 -1786          | Prusiană, Germană        | Împărat, lider politic | #         |
| Frida Kahlo, Magdalena Carmen Frida Kahlo y Calderón                     | 1907-1954           | Mexicană                 | Pictoriță | #         |
| Hans Christian Andersen                                                  | 1805-1875           | Daneză                   | Scriitor | #         |
| Iacob I al Angliei                                                       | 1566-1625           | Britanică                | Rege | #         |
| Ioan Evanghelistul, Ioan Apostolul                                       | 10-98               | Romană, Israeliană       | Predicator, discipol a lui Isus | #         |
| Ioan Luchian Mihalea                                                     | 1951-1993           | Română                   | Muzician | #         |
| Isaac Newton                                                             | 1642-1727           | Britanică                | Om de știință, cercetător, fizician, botanist, iluminist                                                                                          | #         |
| Isus din Nazaret                                                         | 0-33                | Romană, Israeliană       | Predicator, fondatorul creștinismului | #         |
| Iulius Cezar, Gaius                                                      | 100-44 Î.Ch.        | Romană                   | Împărat | #         |
| Ivan cel Groaznic, Ivan al IV-lea al Rusiei                              | 1530-1584           | Rusă                     | Cneaz, conducător al Rusiei | #         |
| James (Byron) Dean                                                       | 1931-1955           | Americană                | Actor | #         |
| Janelle Monáe                                                            | 1985                | Americană                | Cântăreață | #         |
| Janis Joplin                                                             | 1943-1970           | Americană                | Cântăreață | #         |
| Jennifer Lynn Lopez                                                      | 1969                | Portoricană, Americană   | Cântăreață, actriță | #         |
| Jim Parsons                                                              | 1973                | Americană                | Actor | #         |
| John Edgar Hoover                                                        | 1924-1972           | Americană                | Coordonator FBI, informator, consultant pe probleme de securitate                                                                                 | #         |
| Jon Hall                                                                 | 1950                | Americană                | Informatician, Programator, CEO | #         |
| Jozsef Szajer, Szájer József                                             | 1961                | Maghiară                 | Politician, parlamentar | #         |
| Joan Baez                                                                | 1941                | Americană                | Cântăreață | #         |
| Johann Wolfgang von Goethe                                               | 1749-1832           | Germană                  | Poet, filozof, scriitor | #         |
| Katy Perry, Katheryn Elizabeth Hudson                                    | 1984                | Canadiană, Americană     | Cântăreață | #         |
| George Michael (născut Georgios Kyriacos Panayiotou)                     | 1963-2016           | Greacă, Britanică        | Cântăreț | #         |
| Giacomo Casanova                                                         | 1725–1798           | Venețiană                | Scriitor | #         |
| Gillian Anderson                                                         | 1968                | Americană                | Actriță | #         |
| Kristen Stewart                                                          | 1990                | Americană                | Actriță | #         |
| Lady Gaga, Stefani Joanne Angelina Germanotta                            | 1986                | Americană                | Cântăreață, actriță | #         |
| Leonardo Da Vinci, Leonardo di ser Piero da Vinci                        | 1452-1519           | Italiană, Florentină     | Inventator | #         |
| Lily și Lana Wachowski                                                   | 1965                | Americană                | Regizoare, scenariste, creatoarele trilogiei Matrix                                                                                               | #         |
| Ludwig van Beethoven                                                     | 1770-1827           | Austriacă                | Compozitor | #         |
| Madonna, Madonna Louise Ciccone                                          | 1958                | Americană                | Cântăreață, actriță | #         |
| Marcel Proust, Valentin Louis Georges Eugène Marcel Proust               | 1871-1922           | Franceză                 | Scriitor | #         |
| Marlon Brando                                                            | 1924-2004           | Americană                | Actor | #         |
| Martin Luther King                                                       | 1929-1968           | Americană                | Predicator, preot, activist | #         |
| Megan Fox                                                                | 1986                | Americană                | Actriță | #         |
| Michelangelo, di Lodovico Buonarroti Simoni                              | 1475-1564           | Italiană, Florentină     | Pictor, artist, sculptor | #         |
| Mihaela Runceanu                                                         | 1955-1989           | Română                   | Cântăreață, compozitoare | #         |
| Mahomed al II-lea, Fatih Sultan Mehmed, Sultanul Mahomed Cuceritorul     | 1432-1481           | Turcă, Otomană           | Sultan Imperiul Otoman, conducător | #         |
| Nicolae Ceaușescu                                                        | 1918-1989           | Română                   | Politician, conducător de stat | #         |
| Niccolò Machiavelli                                                      | 1469-1527           | Italiană, Florentină     | Politician, scriitor, filizof, diplomat, teoretician                                                                                              | #         |
| Nikola Tesla                                                             | 1856-1943           | Croată, Sârbă, Americană | Inventator, fizician, teoretician, om de știință                                                                                                  | #         |
| Oscar Wilde                                                              | 1854-1900           | Britanică                | Scriitor | #         |
| Pavel Apostolul                                                          | 5-64/67             | Romană, Israeliană       | Predicator, discipol al lui Isus | #         |
| Petru Apostolul, Simon Petru                                             | 1-67                | Romană, Israeliană       | Predicator, discipol al lui Isus | #         |
| Petru cel Mare al Rusiei                                                 | 1672-1725           | Rusă                     | Împărat al Rusiei | #         |
| Petru Cercel                                                             | 1556-1590           | Română                   | Domnitor, conducător politic | #         |
| Pierre Seel                                                              | 1923-2005           | Germană, Franceză        | Apărător al drepturilor omului, supraviețuitor al Holocaustului                                                                                   | #         |
| Radu cel Frumos                                                          | 1437/1439-1475      | Română                   | Domnitor Țara Românească, soldat | #         |
| Richard Inimă de Leu, Richard I al Angliei                               | 1157-1199           | Britanică                | Rege | #         |
| Ricky Martin                                                             | 1971                | Portoricană              | Cântăreț | #         |
| Rock Hudson                                                              | 1925-1985           | Americană                | Actor | #         |
| Sally Kristen Ride                                                       | 1951-2012           | Americană                | Astronaută | #         |
| Seneca, Lucius Annaeus Seneca, Seneca cel Tânăr                          | 4 î. Hr.–65         | Romană                   | Filozof stoic, om de stat, dramaturg | #         |
| Sia Furler                                                               | 1975                | Australiană              | Cântăreață | #         |
| Socrate                                                                  | 469-399 I.Ch        | Greacă                   | Filozof, scriitor | #         |
| Tim Cook                                                                 | 1960                | Americană                | CEO Apple | #         |
| Tiziano Ferro                                                            | 1980                | Italiană                 | Cântăreț | #         |
| Traian, Traianus Marcus Ulpius Nerva                                     | sec II              | Romană                   | Împărat | #         |
| Vanessa Carlton                                                          | 1980                | Americană                | Cântăreață | #         |
| Virginia Woolf, Adeline (fostă Stephen)                                  | 1982-1941           | Britanică                | Scriitoare | #         |
| William Shakespeare                                                      | 1564-1616           | Britanică                | Scriitor | #         |
| Winston Churchill                                                        | 1974-1965           | Britanică                | Politician | #         |
| Yuval Noah Harari                                                        | 1976                | Istraeliană              | Istoric | #         |

## Bisexualitatea la animalele non-umane
Articol principal: Comportamentul bisexual la animale
Multe specii de animale prezintă un comportament bisexual.    S-a observat și documentat la peste 1500 de specii. Exemple de mamifere care prezintă un astfel de comportament includ bonobo (cunoscut anterior ca cimpanzeul pigmeu), orca și delfinul. Exemple de păsări includ unele specii de pescăruși și pinguini Humboldt. Alte exemple de comportament bisexual apar printre pești și viermi plati. 
Multe specii de animale sunt implicate în actele de formare a legăturilor de relații sexuale și non-sexuale între același sex; chiar și atunci când li se oferă posibilitatea de a reproduce cu membrii sexului opus, ei aleg același sex. Unele dintre aceste specii sunt gazele, antilopa și bizonul. 
În unele cazuri, animalele vor alege să se implice în activități sexuale cu diferite sexe în momente diferite din viața lor și, uneori, se vor implica în mod aleatoriu cu activități sexuale cu diferite sexe. Activitatea sexuală de același sex poate fi, de asemenea, sezonieră la unele animale, cum ar fi renii masculi, care se implică adesea în activități sexuale de același sex între ei în afara sezonului de reproducere și vor reveni la activitate sexuală heterosexuală în timpul perioadei de reproducere. 

## Informații corelate
- Demografia orientării sexuale în lume
- Comportamentul homosexual la animale
- Sexualitatea la Bonobo (en.)
- Homosexualitate
- Monosexualitate
- Pansexualitate
- Ordinea nașterii fraților și orientarea sexuală la bărbați
- Hormonii prenatali și orientarea sexuală
- Lista animalelor documentate care prezintă comportament homosexual sau bisexual (en.)
- Suicidul în rândul adolescenților LGBT. Efecte, cauze, rezolvare.
- Listă de persoane lesbiene, gay, bisexuale și transgen (ro)
- List of gay, lesbian or bisexual people (en)

## Cărți de specialitate
- Sigmund Freud . Trei contribuții la teoria sexului .   ISBN   0-486-41603-8

- Eva Cantarella. Bisexualitatea în lumea antică, Yale University Press, New Haven, 1992, 2002.   ISBN   978-0-300-09302-5
- Kenneth J. Dover . Homosexualitatea greacă, New York; Carti vintage, 1978.   ISBN   0-394-74224-9
- Thomas K. Hubbard. Homosexualitatea în Grecia și Roma, U. California Press, 2003.   ISBN   0-520-23430-8
- Harald Patzer. Die Griechische Knabenliebe [Pederastia greacă], Wiesbaden: Franz Steiner Verlag, 1982. În: Sitzungsberichte der Wissenschaftlichen Gesellschaft an der Johann Wolfgang Goethe-Universität Frankfurt am Main, Vol. 19 No. 1.
- WA Percy III . Pederastie și pedagogie în Grecia arhaică, University of Illinois Press, 1996.   ISBN   0-252-02209-2

- Stephen O. Murray și Will Roscoe și colab. Homosexualitățile islamice: cultură, istorie și literatură, New York: New York University Press, 1997.   ISBN   0-8147-7468-7
- J. Wright și Everett Rowson. Homoerotismul în literatura arabă clasică . 1998.   ISBN   0-231-10507-X (pbbk) /      (hdbk)
- Gary Leupp . Culorile masculine: construcția homosexualității în Tokugawa Japonia, Berkeley, Universitatea din California Press, 1995.   ISBN   0-520-20900-1
- Tsuneo Watanabe & Jun'ichi Iwata . Dragostea samuraiului. O mie de ani de homosexualitate japoneză, Londra: GMP Publishers, 1987.   ISBN   0-85449-115-5

- Bryant, Wayne M. Personaje bisexuale din film: De la Anais la Zee . Haworth Gay & Lesbian Studies, 1997.   ISBN   1-56023-894-1

- Bisexuality: Theories, Research, and Recommendations for the Invisible Sexuality by D. Joye Swan and Shani Habibi, Editors ISBN: 9783319715346
- Dual Attraction: Understanding Bisexuality by Martin S. Weinberg, Colin J. Williams, & Douglas W. Pryor, ISBN: 0195098412
- Bi Any Other Name : Bisexual People Speak Out by Loraine Hutchins, Editor & Lani Ka'ahumanu, Editor ISBN: 1-55583-174-5
- Getting Bi : Voices of Bisexuals Around the World by Robyn Ochs, Editor & Sarah Rowley, Editor ISBN: 0-9653881-4-X
- The Bisexual Option by Fritz Klein, MD ISBN: 1-56023-033-9
- Bi Men : Coming Out Every Which Way by Ron Suresha and Pete Chvany, Editors ISBN: 978-1-56023-615-3
- Bi America : Myths, Truths, And Struggles of an Invisible Community by William E. Burleson ISBN: 978-1-56023-478-4
- Bisexuality in the United States : A Social Science Reader by Paula C. Rodriguez Rust, Editor ISBN: 0-231-10226-7
- Bisexuality : The Psychology and Politics of an Invisible Minority by Beth A. Firestein, Editor ISBN: 0-8039-7274-1
- Current Research on Bisexuality by Ronald C. Fox PhD, Editor ISBN: 978-1-56023-289-6